# Эрсой, Бюлент
Бюлент Эрсой (тур. Bülent Ersoy; род. 9 июня 1952, Стамбул) — турецкий певец, исполнитель турецкой классической музыки. Государственный артист Турции.

## Биография
Эрсой родилась 9 июня 1952 года в Стамбуле под именем Бюлент Эркоч. Начав сценическую карьеру, сменила фамилию на Эрсой. В 1971 году Эрсой выпустила первый альбом, в 1974 году дала первый концерт в крупном стамбульском концертном зале.
В 1981 году сделала в Лондоне хирургическую операцию по перемене пола с мужского на женский и продолжила сценическую карьеру под тем же именем (имя Бюлент является чисто мужским), но как женщина. В 1983 году власти приняли решение, что Эрсой является мужчиной и потому может выступать на сцене только в мужской одежде, после чего она покинула Турцию в знак протеста против репрессивной политики правительства Кенана Эврена.
Эрсой обосновалась в Германии, во Фрайбурге, выступая преимущественно для германской турецкой диаспоры, пока в 1988 году новое правительство Тургута Озала не изменило законодательство, позволив трансгендерным людям получать документы, соответствующие их гендеру.

## Деятельность
Эрсой имеет сильный голос, исполняет как произведения академической османской музыки, так и песни в стиле «Арабеск». Несмотря на консервативный уклад турецкого общества, считается «Дивой» турецкой музыки.
Многократно была членом жюри на различных национальных музыкальных конкурсах.
Эрсой выпустила около 30 альбомов, а также снялась в 10 фильмах, включая автобиографический фильм "Конец славы" (Турция, 1981 г.).